# Hannes Daube
Hannes Peter Daube (Newport Beach, 5 de janeiro de 2000) é um jogador de polo aquático estadunidense.

## Carreira
Hannes Daube se formou na University of Southern California em 2022 e, com a equipe da universidade, tornou-se campeão da National Collegiate Athletic Association em 2018. Em 2024, Daube jogou pelo VK Jug Dubrovnik.
Internacionalmente, Daube participou dos Campeonatos Mundiais Juvenis e Juniores entre 2016 e 2018. A partir de 2019, Daube também atuou na seleção nacional. A equipe alcançou o nono lugar no Campeonato Mundial de Gwangju em 2019. Na final dos Jogos Pan-Americanos de 2019, a seleção dos Estados Unidos venceu o Canadá. Nos Jogos Olímpicos de 2021 em Tóquio, Daube e sua equipe perderam para os espanhóis por 8:12 nas quartas de final, com Daube marcando três dos oito gols neste jogo. A equipe alcançou a sexta colocação nos jogos de colocação.
Um sexto lugar no Campeonato Mundial de 2022 foi seguido por um sétimo lugar no Campeonato Mundial de 2023. Nos Jogos Pan-Americanos de 2023, a seleção norte-americana venceu os brasileiros, com Daube marcando cinco gols na final. Em 2024, a seleção dos EUA alcançou apenas o nono lugar na Copa do Mundo de 2024. Nos Jogos Olímpicos de Verão de 2024, em Paris, conquistou a medalha de bronze no torneio masculino do polo aquático, após vencer confronto contra a equipe húngara por 11–8 na disputa pelo terceiro lugar.